# Artenara
Artenara és un municipi de l'illa de Gran Canària, a les illes Canàries. Està format per les localitats de Las Peñas, Las Arbejas, Cueva Nueva, La Umbría, Cueva de los Gatos, Lomo Cuchara, La Cuevita, Bajo el Risco, La Degollada, Guardaya, Las Moradas, Los Cofrites, Chajunco, Caideros, Las Cuevas, Bajalobos, Risco Caído, Roque del Pino, Coruña, Las Hoyas, Lugarejos, Tirma, El Vaquero, Tifaracás, Mojones, Venta Nieves, Candelaria, Acusa Seca, Acusa Verde.
El seu topònim és una veu d'origen amazic la traducció de la qual més acceptada és ‘país amagat entre roques'.

## Geografia
És d'assenyalar que fins a la dècada dels anys 30 del segle xx apesares unes poques cases se situaven al costat de l'actual església, mentre que la majoria de la població vivia en cases-cova situades a la vora dels abruptes vessants que formen part de la caldera de Tejeda. Situat en els cims occidentals de Gran Canària, a 1.270 metres d'altitud, Artenara és el poble més alt de l'illa, constituint una excel·lent plataforma des d'on contemplar belles panoràmiques del Roque Ennuvolo, el Bentayga i, en definitiva, de tota la conca de Tejeda.
Dista de la capital insular, Las Palmas de Gran Canària, 50 quilòmetres. La població total en el terme municipal és d'uns mil habitants, dels quals prop de la meitat habiten en el casc. En l'activitat agrícola resideix la base de la seva economia. La papa, el millo (blat de moro) i els fruiters són els cultius principals. El pastoratge perviu encara com un complement important per a la seva economia. En l'activitat artesanal destaquen l'elaboració d'escombres, els treballs en llana, la terrisseria i l'obtenció d'oli d'ametlla.

## Festivitats
Les festivitats locals són les dedicades a San Matías, el 24 de febrer, a Sant Joan Baptista, el 24 de juny, i la més tradicional i popular: la festa de la Verge de la Cuevita (que localment és considerada patrona dels ciclistes i del folklore canari), que se celebra l'últim diumenge d'agost.
Calendari de festes:
- Febrer: Últim diumenge; festa de San Marías Apòstol, patró de Artenara i de les Pinedes de Gran Canària
- Maig: Últim dissabte, festes de San Isidro. I últim diumenge; romiatge de San Isidro
- Juny: Últim diumenge; festa de San Juan i Cor de Jesús.
- Juliol: Segon diumenge, festa de San Antonio en el Barri de Lugarejos
- Agost: Durant tot el mes d'agost se celebren les festes de La Cuevita. L'últim diumenge, festa principal i ofrena folklòrica a la Verge de la Cuevita.
- Setembre: Dia 14, festa del Crist d'Acusa.
- Octubre: Segon diumenge, festa de la Candelaria d'Acusa

## Població
| Any  | Població | Densitat  |
| ---- | -------- | --------- |
| 1991 | 1.105    | -         |
| 1996 | 1.250    | -         |
| 2001 | 1.319    | 19,68/km² |
| 2002 | 1.394    | -         |
| 2003 | 1.357    | 20,34/km² |
| 2004 | 1.469    | 21,99/km² |
| 2006 | 1.306    | 19,58/km² |
| 2007 | 1.300    | 19,49/km² |